# Assedio di Batavia
L'assedio di Batavia fu una campagna militare guidata dal Sultano Agung del Sultanato di Mataram volta a conquistare l'insediamento portuale olandese di Batavia (l'odierna Giacarta) a Giava. Il primo assedio fu lanciato nel 1628, mentre il secondo avvenne nel 1629, ma entrambi gli assalti finirono in una disfatta per i Mataram. Jan Pieterszoon Coen, il Governatore generale delle Indie orientali olandesi, riuscì a respingere entrambi gli assalti e a sconfiggere le truppe del Sultano Agung.

## Preludio
Nell'arcipelago indonesiano, la Compagnia olandese delle Indie orientali (VOC) aveva sulle prime fondato la loro base operativa su Amboina. Per espandere la loro rete commerciale, gli olandesi chiesero al Sultanato di Mataram, allora la potenza maggiore a Giava, il permesso di costruire i loro lojis (basi commerciali, consistenti soprattutto in un forte e dei magazzini) sulla costa settentrionale di Giava. Il secondo sovrano di Mataram, Raden Mas Jolang, permise la costruzione di un solo insediamento, Jepara, nel 1613, forse nella speranza che la compagnia divenisse un alleato valente contro il suo maggior nemico, la città-stato di Surabaya.
Quando la VOC, sotto la guida del Governatore generale delle Indie orientali olandesi Jan Pieterszoon Coen si contendeva il porto di Giacarta (Jayakarta) dal Sultanato di Banten nel 1619, essi stabilirono una città che sarebbe diventata quartier generale della Compagnia in Asia nei successivi tre secoli. Come parte della politica di sicurezza della Compagnia, il popolo giavanese andava reso sgradito a Batavia, in quanto gli olandesi temevano un'insurrezione nel caso avessero formato la maggioranza nella popolazione cittadina. Per riempire i posti di lavoro, Batavia importò piuttosto grandi quantità di operai e schiavi da altre parti dell'arcipelago, tra cui le isole Maluku e Bali. Tra questi tentativi notiamo il viaggio di Willem Ysbrandtszoon Bontekoe per importare 1,000 immigranti cinesi da Macao a Batavia, di cui ne sopravvisse però soltanto una frazione. Nel 1621, vi fu un altro tentativo, nel quale 15 000 persone vennero deportate dalle Isole Banda a Batavia, con soltanto 600 superstiti alla fine del viaggio.
A quasi dieci anni dalla sua fondazione, Batavia, il primo grande insediamento olandese e stazione commerciale su Giava, si era naturalmente attirata le ostilità dai regni giavanesi confinanti, in quanto l'insediamento portuale europeo era considerato una minaccia straniera dai nativi. Così, i sultani di Banten aspirarono a riprendersi la città costiera, oltre che a far chiudere i battenti a un grande rivale; non potevano però permettersi di iniziare una campagna su una scala capace a tale scopo, e pertanto, i bantenesi poterono, al limite, lanciare delle piccole incursioni fuori dalle mura cittadine.
Frattanto, ad est, Mas Jolang morì nel 1613 e gli succedette Agung, che sarebbe divenuto il più grande dei sovrani Mataram. I rapporti con la Compagnia si fecero più tesi, con Agung che già nei suoi primi anni (1614) aveva avvertito un'ambasciata olandese che la pace con lui sarebbe stata impossibile se dovessero provare a conquistare qualsiasi parte di Giava, sulla quali era determinato ad essere l'unico sovrano. Nel 1618, a causa di un malinteso, il loji della VOC a Jepara fu rasa al suolo dai reggenti di Agung, con il risultato che tre membri tra il personale del VOC vennero uccisi, e i superstiti arrestati; ciò causò a sua volta una rappresaglia da parte della flotta olandese nello stesso anno e l'anno che venne dopo, con il risultato che gran parte della città venne distrutta. Tuttavia, i rapporti tra le due fazioni rimasero altalenanti; come suo padre prima di lui, Agung desiderava l'assistenza navale della VOC contro Surabaya, e nel 1621 aprì delle trattative di pace, reciprocate dalle ambasciate olandesi nei tre anni a seguire. Gli olandesi, però, rifiutarono la richiesta di supporto militare. Con la caduta di Surabaya per mano di Agung nel 1625, questi ritenne la presenza straniera nel suo dominio di diritto non più necessaria.

## Primo assedio (1628)

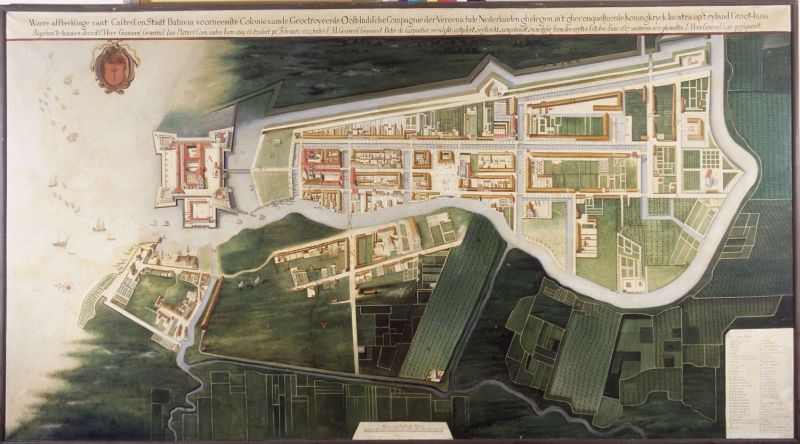
La mappa di Batavia, 1627 circa. A sinistra vi è il Castello di Batavia, rivolto a nord.

Agung avrebbe iniziato i suoi piani di conquista di Batavia già nel 1626. Oltre alla sua avversione per gli olandesi, il motivo della campagna era anche un trampolino di lancio per la conquista di Banten, l'ultimo grande stato giavanese indipendente. Durante i preparativi, si era alleato con il sultanato di Cirebon, anche se in pratica lo aveva posto come suo vassallo. Nell'aprile del 1628, Kyai Rangga Tapa, reggente di Tegal, andò a Batavia per proporre una pace con certe condizioni da parte di Mataram, ma la richiesta fu respinta dagli olandesi. Questa fu l'ultima goccia per Agung, che mise dunque in atto il suo piano per attaccare Batavia. Così, egli mandò due forze, una via mare sotto Tumenggung Bahureksa, reggente di Kendal, e una via terra sotto il principe Mandudareja.
Il 25 agosto 1628, l'avanguardia della flotta di Agung' arrivò a Batavia. La flotta di Mataram era ben rifornita, con 150 capi di bestiame, 5,900 sacchi di zucchero, 26,600 noci di cocco e 12,000 sacchi di riso. Come ruse de guerre, chiesero inizialmente il permesso di attraccare a Batavia per commerciare, nonostante i sospetti generali per via della grandezza della flotta. Il giorno dopo, gli olandesi permisero di far scendere il bestiame, a condizione che solo una nave mataram avesse attraccato, con almeno un centinaio di guardie a sorvegliarla dal castello di Batavia. Il terzo giorno, arrivarono altre tre navi mataram, che dichiaravano di voler commerciare con Malacca. L'Hoge Regering si allarmò in seguito all'improvviso aumentare delle navi mataram in arrivo, e spostò altri pezzi d'artiglieria ai due bastioni settentrionali del castello. Infine, nel pomeriggio, arrivarono altre 20 navi Mataram, che scaricarono le loro truppe a nord del castello, costringendo gli olandesi a ritirarvi il loro personale e aprire il fuoco. Per impedire qualunque rifugio agli invasori, Coen diede fuoco a molti dei sobborghi di bambù di Batavia.
Tre giorni dopo, altre 27 djong (navi giavanesi) dei Mataram entrarono nella baia di Giacarta, che però era lontana da Batavia. Al sud di Batavia, l'avanguardia dell'esercito terrestre mataram force diede via all'assalto, con 1,000 uomini a far pressione sui fianchi meridionali del castello. Il 29 agosto, partì il primo dei tanti attacchi mataram contro Fort Hollandia, a sudest della città. 120 soldati della VOC, comandati da Jacob van der Plaetten, respinsero l'attacco con successo, infliggendo gravi perdite agli invasori. Ben presto si aggiunsero anche delle navi della compagnia da Banten e Onrust, con altri 200 uomini, che portarono la guarnigione di Batavia a 730 uomini.
La parte principale dell'esercito terrestre Mataram arrivò ad ottobre, portando l'esercito ad un totale di 10,000 uomini, che bloccarono tutte le strade a sud e a est della città, per poi provare a limitare le scorte d'acqua degli olandesi bloccando il fiume Ciliwung. Tuttavia, gli assalti ripetuti dei mataram contro le fortificazioni olandesi si conclusero soltanto in perdite pesanti da parte dei giavanesi. In aggiunta, i comandanti Mataram erano impreparati per assedi prolungati in un'area priva di supporto logistico locale, e nel mese di dicembre l'esercito stava già esaurendo le sue scorte. Furioso per il fallimento, il 2 dicembre il sultano Agung fece giustiziare Tumenggung Bahureksa e il principe Mandurareja per incompetenza. Il giorno dopo, i mataram si ritirarono, lasciando ben 744 corpi decapitati dei loro uomini.

## Secondo assedio (1629)

L'assedio di Batavia come parte della campagna del sultano Agung (1613-1645)

Dopo la batosta subita al primo assedio, Agung capì che l'ostacolo principale di Batavia era logistico, data l'immensa distanza (circa 300 miglia) che le sue forze dovevano attraversare dalle loro basi a Giava centrale. Decise dunque di fondare numerosi villaggi di coltivatori di riso, gestiti dai contadini giavanesi, sulle coste nord-ovest di Giava occidentale, da Cirebon a Karawang. Questo scatenò la prima ondata di migrazioni giavanesi in quell'area in precedenza a malapena popolata, che risultò nella fondazione di tante, vaste terre di riso nell'area che va da Cirebon a Indramayu, Karawang, e Bekasi, ancora esistenti tuttora. Nel maggio 1629, il sultanato di Mataram era pronto ad assaltare di nuovo Batavia.
Anche stavolta, l'invasione consistette in due forze, in tal caso l'esercito sundanese di Dipati Ukur, reggente di Priangan, vassallo di Mataram, e quello giavanese guidato da Adipati Juminah, stavolta con 20,000 uomini al completo. Il piano originale volle che Ukur attendesse che l'esercito principale lo raggiungesse a Priangan, in modo che i due eserciti, riuniti, partissero a giugno, ma la carenza di viveri costrinse Ukur a iniziare subito la sua avanzata su Batavia. Quando Juminah arrivò a Priangan, questi, per sfogare la sua rabbia, si abbandonò al saccheggio e allo stupro di Priangan. Udendo che anche sua moglie ne era rimasta vittima, Ukur, furioso, abbandonò subito la campagna, arrivando persino ad uccidere vari ufficiali Mataram che erano al suo fianco. Dall'esempio di Tumenggung Bahureksa e del principe Mandurareja, Dipati Ukur sapeva che il sultano Agung non tollerava fallimenti, figurarsi il tradimento, eppure decise di ribellarsi contro Mataram.
Carenti in viveri e assaliti dalla malaria e dal colera che imperversavano nella regione, i soldati Mataram che arrivarono a Batavia si ritrovarono esausti. Dopo aver costruito un accampamento a sud di Batavia in un'area nota come Matraman (derivata da "Mataraman"), l'esercito assediò Batavia e inquinò il fiume Ciliwung, disturbando le scorte d'acqua di Batavia, che venne colpita dal colera, probabile causa di morte, tra l'altro, di Jan Pieterszoon Coen il 21 settembre 1629. Ma le forze Mataram, colpite dalla malattia, dalla mancanza di viveri e dai problemi intestini dei comandanti, furono poi costrette al ritiro.

## Conseguenze
La ritirata e la ribellione di Dipati Ukur indebolì il controllo Mataram su Priangan, creando instabilità su Giava occidentale per molti anni. Gli olandesi riuscirono tuttavia a prendere il controllo su tutta Giava. La fallita campagna di Batavia portò il sultano Agung a rivolgere le sue attenzioni ad est, ed attaccare Blitar, Panarukan e Blambangan sull'est di Giava, vassallo del regno balinese di Gelgel, in Indonesia.
Conoscendo la dura disciplina di Agung, che puniva i fallimenti con la morte, gran parte delle truppe giavanesi si rifiutarono di tornare a Mataram, e decisero invece di sposare le donne indigene o comunque insediarsi nei villaggi del nord-est di Giava, creando così i villaggi di riso sulla regione di Pantura (derivante da pantai utara, o "costa del nord") sul Giava occidentale, tra cui Bekasi, Karawang, Subang, Indramayu e Cirebon. La migrazione e l'insediamento dei giavanesi del nord-est di Giava creò una cultura distinta, che ben presto si sviluppò in modo diverso dalle controparti dell'entroterra sundanese e del centro di Giava.
Nei decenni successivi, la VOC espanse con efficacia la sua influenza, arrivando a possedere Buitenzorg e l'entroterra di Priangan, oltre che alle coste settentrionali Mataram, tra cui Tegal, Kendal e Semarang grazie a delle concessioni a spese di Mataram. Ciò fu possibile soprattutto per via dei problemi intestini nella corte degli stessi Mataram, colpita da dispute di successione e lotte al potere. Alcuni degli ex-accampamenti Mataram divennero luoghi noti tuttora a Giakarta (ancora oggi identificati con i loro nomi originali giavanesi), come Matraman, Paseban e Kampung Jawa.